# Demonoid (tracker)
Demonoid er en privat BitTorrent tracker for peer-to-peer distributionen af filer. Siden har et offentligt tilgængeligt søgeværktøj, selvom medlemskab kræves for at kunne downloade torrents. Medlemskab kræver til tider invitation og andre gange kan alle tilmelde sig.